# Monowi
Monowi är en by i norra delen av delstaten Nebraska i  USA, som grundades år 1902. Med endast en invånare (2019) är den idag USA:s minsta by. 
På 1930-talet bodde 150 personer, som huvudsakligen arbetade med boskapsskötsel, i Monowi. Byns postkontor stängdes år 1967 och år 1980 fanns det bara 18 invånare kvar.
Monowi har en restaurang och ett bibliotek.

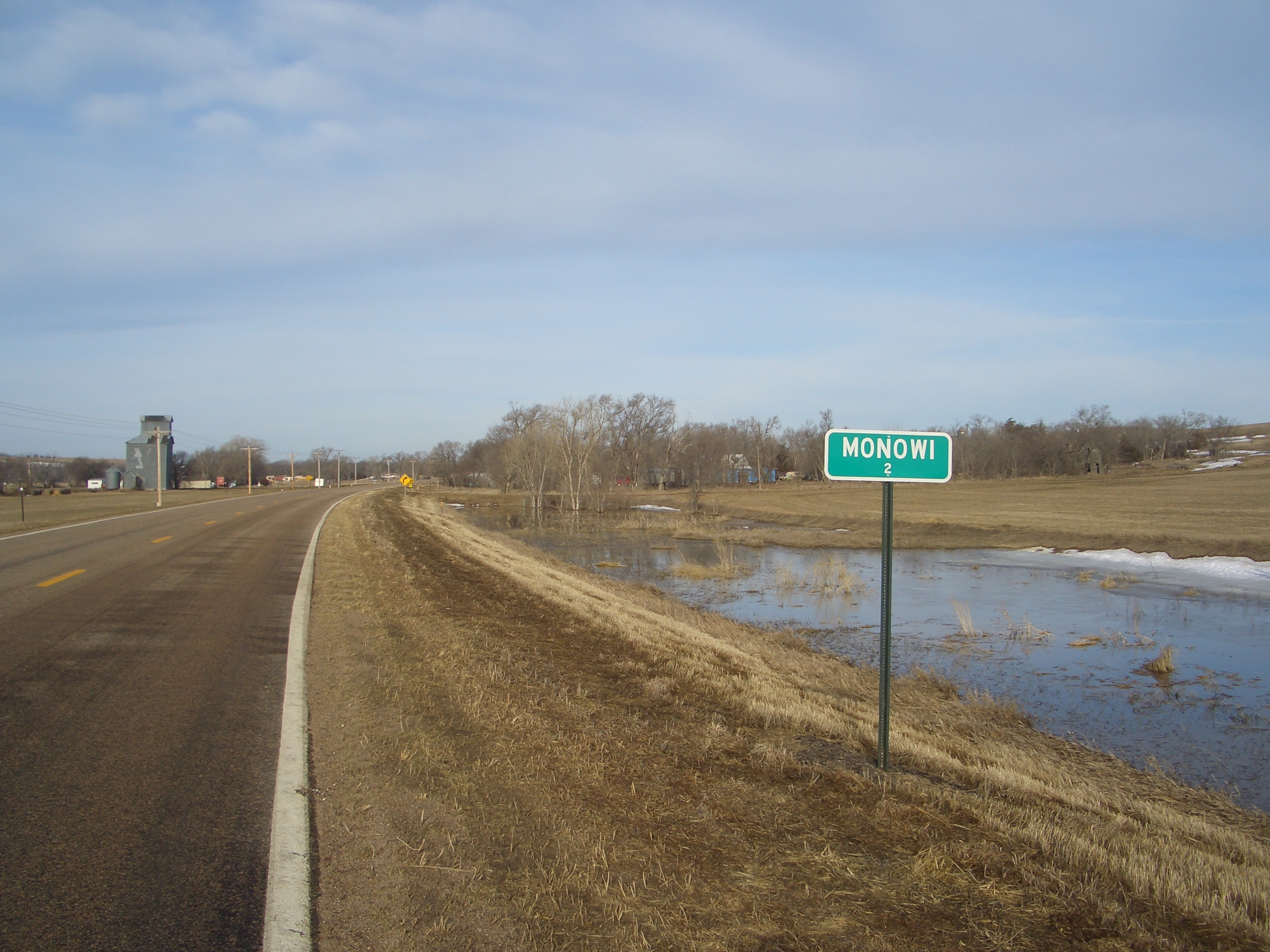
Vägen till Monowi (som syns i bakgrunden)
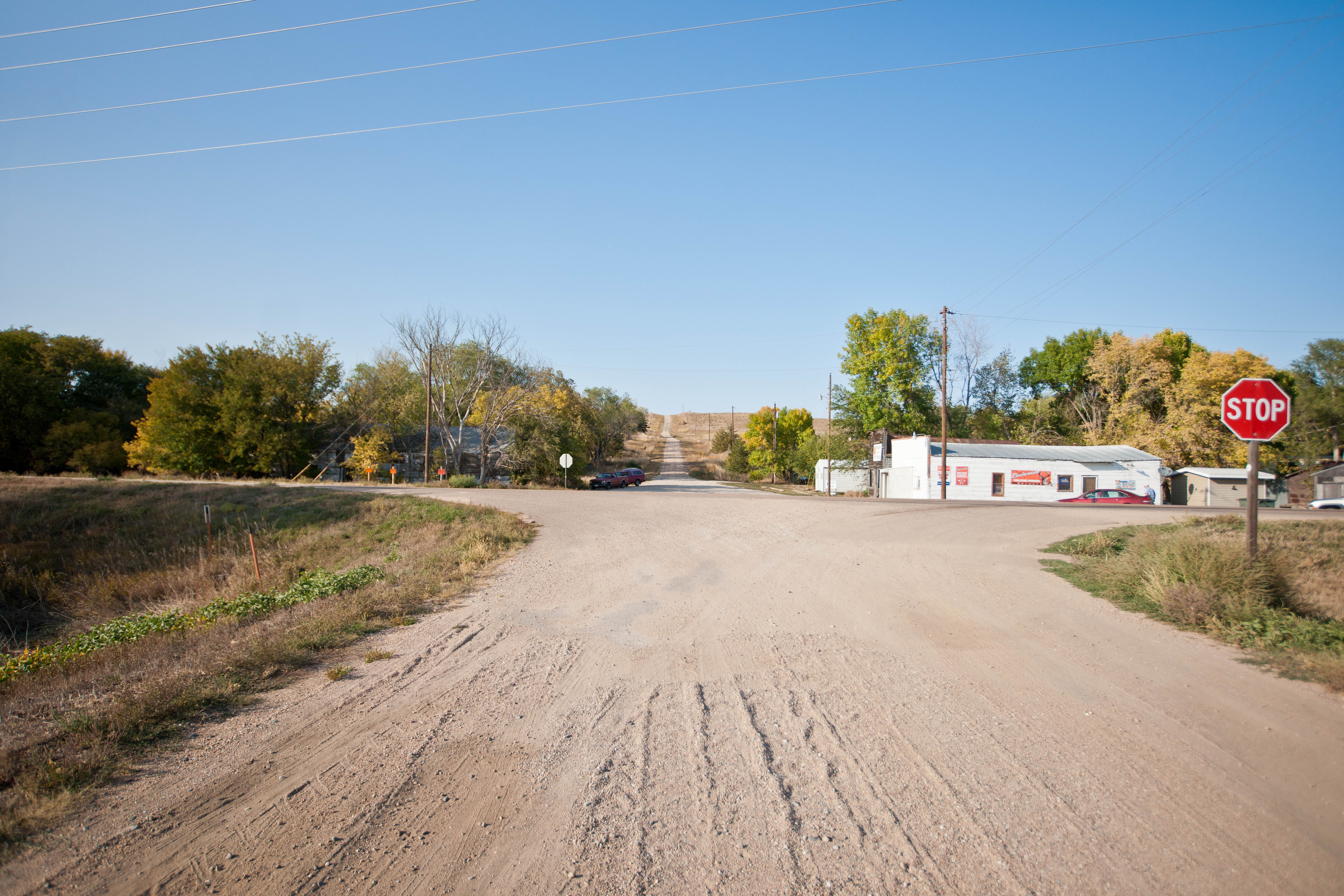
Centrum
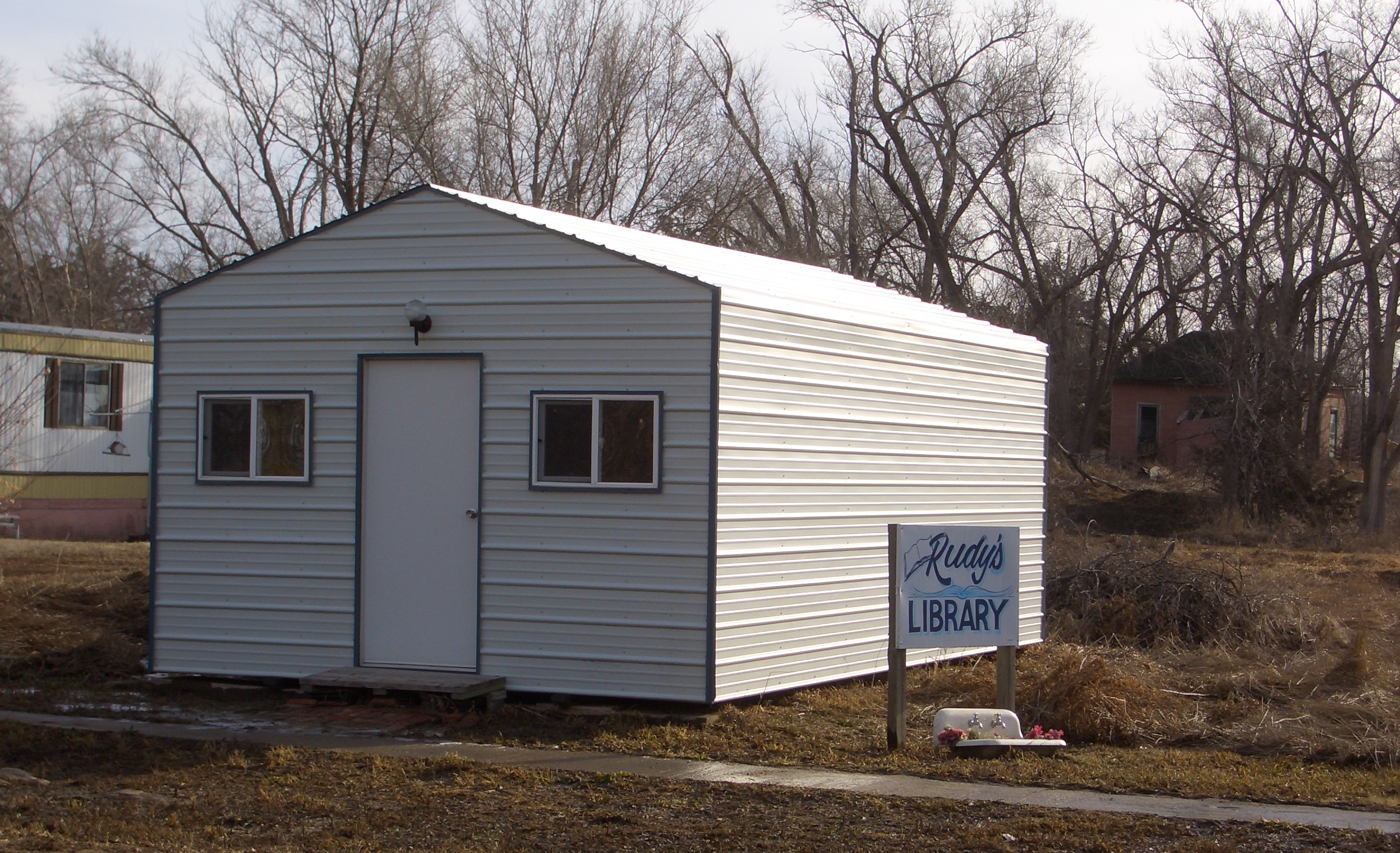
Biblioteket